# 13717 Vencill
A 13717 Vencill (ideiglenes jelöléssel 1998 QM42) a Naprendszer kisbolygóövében található aszteroida. A LINEAR projekt keretében fedezték fel 1998. augusztus 17-én.